# 足球山
足球山（英語：Football Mountain）
是南極洲的山峰，位於維多利亞地的博克格雷溫克海岸，處於埃迪斯托灣和塔克冰川之間，海拔高度830米，由新西蘭探險隊命名，現時由南極條約體系管理。